# Franklin Stahl
Franklin Stahl, född 8 oktober 1929 i Boston, Massachusetts, USA, död 2 april 2025 var en amerikansk molekylärbiolog och genetiker. Tillsammans med Matthew Meselson, genomförde Stahl det berömda Meselson-Stahl-experimentet som visade att DNA replikerar semikonservativt, vilket innebär att varje sträng används som en mall för den replikerade strängen. Han är professor emeritus i biologi vid University of Oregons institut för molekylärbiologi i Eugene, Oregon.

## Biografi
Stahl och hans hustru Mary (gift 1955) fick två pojkar och en flicka. Nu levande (2021) är Andy Stahl, skogvaktare och politisk aktivist, och Emily Morgan, frisör och butiksägare. Tillsammans med sin partner Jette delar Franklin Stahl fem barn (plus makar) och åtta barnbarn, varav fem är adopterade.

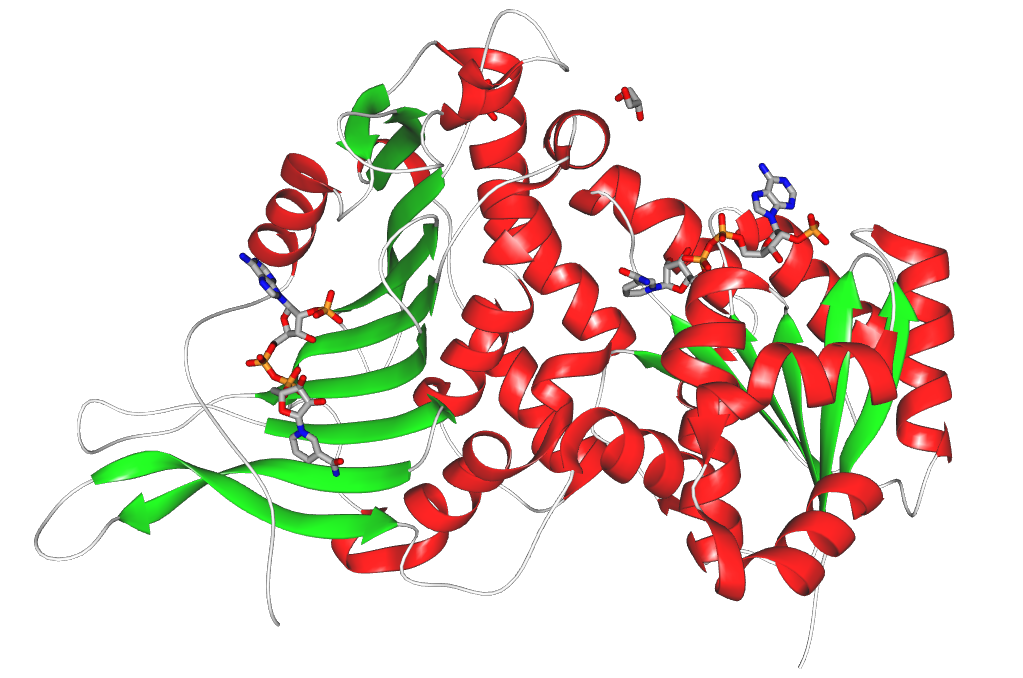
Glucos 6-fosfatdehydrogenas.

## Karriär och vetenskapligt arbete
Stahl, liksom hans två äldre systrar, tog examen vid de offentliga skolorna i Needham, en förort till Boston. År 1951 tog han en kandidatexamen i biologi vid Harvard College, och skrev in sig vid biologiavdelningen vid University of Rochester. Hans intresse för genetik förstärktes 1952 genom hans introduktion till bakterievirus (fager) genom en kurs med A. H. (Gus) Doermann vid Cold Spring Harbor Biological Laboratory. År 1956 disputerade han i biologi på sitt arbete med Doermann om genetiken i T4-fag. År 1955 genomförde han postdoktorala studier med Giuseppe Bertini (i Phage-gruppen) vid Caltech, Pasadena i syfte att lära sig mera om bakteriell genetik. Han vände därefter sin uppmärksamhet till samarbeten med Charley Steinberg och Matt Meselson. Med Steinberg genomförde han matematiska analyser av T4-tillväxt, mutation och genetisk rekombination. Tillsammans med Meselson studerade han DNA-replikation i Escherichia coli. Den studien gav starkt stöd för den halvkonservativa modell som föreslagits av Jim Watson och Francis Crick.
Under ett år tjänstgjorde Stahl vid zoologifakulteten vid University of Missouri i Columbia, Missouri innan han 1959 tillträdde en tjänst vid det nya institutet för molekylärbiologi vid University of Oregon i Eugene. Under de följande åren involverade hans forskning fagerna T4 och Lambda och den spirande jästen, Saccharomyces cerevisiae, med siktet inställt på genetisk rekombination. Han undervisade i olika genetikkurser i Oregon och presenterade fagkurser i Amerika, Italien och Indien. Han genomförde sabbatsstudier i Cambridge, Storbritannien, Edinburgh, Jerusalem och Cambridge, Massachusetts.
Stahls forskning utfördes i samarbete med många kollegor, särskilt hans långvariga medarbetare Jean M. Crasemann, Mary M. Stahl och Henriette (Jette) M. Foss. Sedan han gick i pension 2001 bodde han med Jette och fyra lama-djur i Eugene, där han fortsatte att lämna in forskningsrapporter och deltar i University of Oregons ledning. 

### Experimentella bidrag
Om bakterier:
- Tillsammans med M. Meselson, demonstrationen av semikonservativ DNA-replikering.[6]

Om fag T4:
- Tillsammans med H. Foss och andra, demonstrationer av genetisk länkning cirkularitet och dess relation till genetisk heterozygosis.[7]
- Tillsammans med N. Murray och andra bestämning, med genetiska metoder, av riktningen av mRNA-syntesen på rekombinerade par av gener.[8]

Om Lambda:
- Tillsammans med M. Stahl och andra, upptäckten och analysen av det genetiska elementet, Chi, som stimulerar närliggande genetisk rekombination i bakterier.[9]
- Tillsammans med M. Stahl och andra, det ömsesidiga beroendet av DNA-replikering och genetisk rekombination.[10] Dessa studier använde metoden för densitetsgradientcentrugation som utvecklades för testet av den semikonservativa modellen av DNA-replikering.

Om jäst:
- Tillsammans med H. Foss och andra, demonstrationen av två funktionella vägar för genetisk rekombination i spirande vildjäst.[11]

### Teoretiska bidrag
- Tillsammans med C. Steinberg, formuleringar av tillväxt, rekombination och mutation.[12]
- Tillsammans med J. Szostak och andra, tolkningen av genetisk rekombination vad gäller reparation av dubbelsträngade DNA-brott.[13]
- Tillammans med R. Lande, E. Housworth och andra, matematiska formaliseringar av rekombination i högre organismer.[14][15][16]

## Utmärkelser och hedersbetygelser
- Thomas Hunt Morgan-medaljen,  1996[1]
- MacArthur Fellows Program
- Guggenheimstipendiet[2]

[Redigera Wikidata]
- 1981-	Medlem i American Academy of Arts and Sciences,
- 1985- American Cancer Society, forskningsrofessor,
- 1997- Fellow, American Academy of Microbiology,
- Hedersdoktor vid Oakland University och University of Rochester